# 善化里東堡
善化里東堡，是台灣南部自清治時期至日治初期的一個行政區劃，其範圍即今台南市的中部地區。
依據1904年（日明治三十七年）出版的《臺灣堡圖》，善化里東堡將善化里西堡分割成東、西兩部分。兩堡均跨越曾文溪兩岸，南岸地區均隸屬臺南廳，北岸地區均隸屬鹽水港廳。
當時善化里東堡的北邊為赤山堡，東南為善化里西堡東部飛地，南邊為新化北里，西邊為善化里西堡本部地區，西北端為蔴荳堡。
1913年（大正二年）11月4日，善化里東、西堡行政區調整，曾文溪以北各庄改隸善化里東堡，以南各庄改隸善化里西堡；同時亦將位於溪北的新化東里蒙正庄改隸善化里東堡。
調整後的善化里東堡範圍包括原有東堡之溪北地區及西堡之東部飛地，包括今官田區東南部、大內區大部分地區及六甲區東南端一小塊地區。其北邊赤山堡、哆囉嘓東頂堡，東邊及東南邊為楠梓仙溪西里，西南邊為新化東里，西邊為新化北里、善化里西堡。

## 調整前管轄街庄
調整前的善化里東堡共轄10個庄，其中5個庄位於溪南地區：
- 今善化區境內：東勢藔庄、北仔店庄、茄拔庄、小新營庄、坐駕庄

另外5個庄位於溪北地區：
- 今官田區境內：雙溪仔庄、社仔庄、三塊厝庄、番仔渡頭庄
- 今六甲區境內：南勢坑庄

## 調整後管轄街庄
調整後的善化里東堡共轄11個庄，均位於溪北：
- 今官田區境內：雙溪仔庄、社仔庄、三塊厝庄、番仔渡頭庄
- 今六甲區境內：南勢坑庄
- 今大內區境內：內庄、頭社庄、鳴頭庄、蒙正庄
- 今玉井區境內：口宵里庄
- 今楠西區境內：萊宅庄